# بوبي جيفري
بوبي جيفري (بالإنجليزية: Bobby Jeffrey)‏ هو لاعب كرة قدم ومدرب كرة قدم بريطاني في مركز نصف الجناح، ولد في 7 نوفمبر 1942 في أردري ‏ في المملكة المتحدة. لعب مع نادي أردريونيانز ونادي ألترينتشام ونادي ريل ونادي سلتيك ونادي كامبريدج ستي.